# سيمونا بادجي
سيمونا بادجي (بالإيطالية: Simona Paggi)‏ هي مونتيرة إيطالية، ولدت في 29 ديسمبر 1962 في ميلانو في إيطاليا.

## وصلات خارجية
- سيمونا بادجي على موقع IMDb (الإنجليزية)
- سيمونا بادجي على موقع ألو سيني (الفرنسية)
- سيمونا بادجي على موقع أول موفي (الإنجليزية)
- سيمونا بادجي على موقع قاعدة بيانات الأفلام السويدية (السويدية)
- سيمونا بادجي على موقع قاعدة بيانات الفيلم (الإنجليزية)
- سيمونا بادجي على موقع كينوبويسك (الروسية)